# Adélard Joseph Boucher
Pour les articles homonymes, voir Boucher.
Adélard Joseph Boucher, né le 28 juin 1835 à Maskinongé et mort le 16 novembre 1912 à Outremont, est un éditeur, importateur, chef de chœur, organiste, chef d'orchestre, musicographe, compositeur, professeur de musique et numismate québécois.

## Biographie

### Jeunesse et formation
Adélard Joseph Boucher est orphelin en bas âge. Son tuteur l'inscrit au collège Saint-Joseph à Emmitsburg, dans le Maryland, où il passe six années. Il a été particulièrement influencé par son professeur de musique, Henry Dielman, qui l'instruisit à l'orgue, le piano, la flûte, le violon et le chant. Par la suite, Il est élève au Séminaire d'Issy-les-Moulineaux près de Paris, où son père adoptif, Antoine LaRocque, l'inscrit en septembre 1851. En mars 1852, il entre au noviciat de la Compagnie de Jésus à Amiens. Il revient au Québec et continue de passer du temps avec les Jésuites. Bien qu'intéressé par la vie religieuse, Boucher décide finalement d'abandonner la carrière religieuse afin de poursuivre d'autres intérêts. Après des études professionnelles en droit, il occupe divers emplois.

### Carrière
Il devient professeur de musique et de piano au collège Sainte-Marie de Montréal ainsi qu'à l'institution Villa Maria. En 1853, il est nommé organiste à la basilique Saint-Patrick de Montréal où il reste jusqu'en 1858. Toujours en 1858, il est nommé au même poste à l'église Saint-Pierre. C'est à cet endroit qu'il fonde et dirige une école de chœur de renom.
En 1854, Boucher a épouse la soprano Philomène Rousseau avec qui il a 15 enfants. Philomène a d'ailleurs souvent été soliste dans les concerts de son époux. Leur fils aîné, François Boucher, fut un violoniste à succès, et un autre fils, Joseph-Arthur Boucher fut un contrebassiste remarquable, chef d'orchestre et chef de chœur.
En 1860, il fonde la Société Sainte-Cécile. Cette même année, il devient organiste à la cathédrale Saint-Jacques. En 1861, il est responsable du département de partitions de la compagnie Laurent et Laforce. 
En 1862, Boucher fonde la Société de numismatique de Montréal, devenant le premier président de l'organisation. En 1866, il vend sa collection de plus de 1700 pièces de monnaie. 
En 1863, avec Joseph Amable Manseau et Gustave Smith, il fonde l'éphémère revue mensuelle Les Beaux-Arts qui ne sera publiée que pendant une année,. Trois ans plus tard, en 1866, il crée la revue mensuelle Le Canada musical qui corédige avec Napoléon Pratte. La revue est d'abord publiée du 1er septembre 1866 jusqu' au 1er août 1867 et reprend ensuite du 1er mai 1875 au 1er avril 1881. Il fonde également l'Orphéon canadien et la Société Mozart à Montréal.
En 1868, il ouvre un magasin de musique à Québec avec Arthur Lavigne, le frère du musicien Joseph Lavigne. Cette même année, il quitte le poste d'organiste et maître de chapelle à la cathédrale Saint-Jacques pour devenir maître de chapelle à l'église du Gesù, où il est resté jusqu'en 1888.
Il a composé plusieurs œuvres pour piano solo.

### Fin de vie
N'ayant jamais pris sa retraite, Boucher est décédé à Outremont le 16 novembre 1912. 

## A.-J. Boucher Enrg.

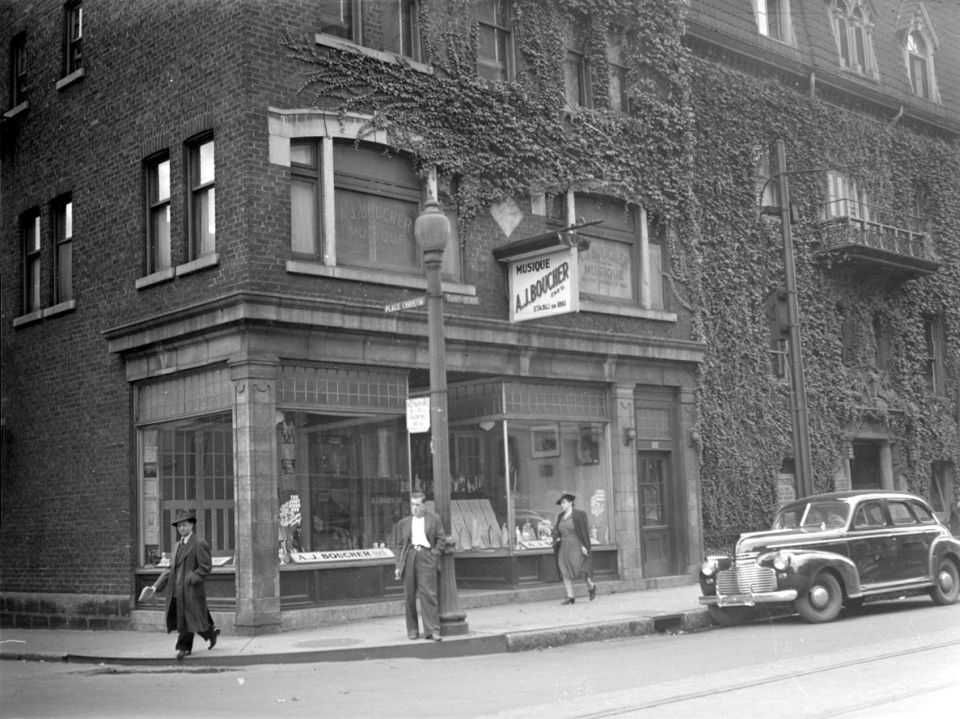
Le magasin de musique A. J. Boucher situé à l'intersection de la rue Saint-Denis et de la place Christin (devenue rue Christin) à Montréal. Nous remarquons des partitions et des statues religieuses dans la vitrine.

Durant les années 1800, au Québec, la musique en feuille provient de l'étranger, souvent de Paris, Londres et Boston. Devant la difficulté d'importer des partitions de France, en 1865, Adélard Boucher fonde la compagnie AJ Boucher Enrg. au 250 rue Notre-Dame à Montréal, grâce à laquelle il publie les œuvres de compositeurs canadiens et étrangers jusqu'à sa fermeture en 1975. Il publie entre autres des compositions de Calixa Lavallée, de Frantz Jéhin-Prume et d'Alexis Contant. Dès 1876, il voyage en Europe, principalement en Angleterre, en France et en Belgique, où il parvient à conclure des ententes avec les éditeurs étrangers facilitant ainsi l'importation et la diffusion de la production musicale européenne au Québec.
Après la mort d'Adélard Boucher, sa fille aînée, Philomène, prend la direction de AJ Boucher Ltée. Philomène est à son tour remplacée par sa fille Mme Joséphine Boucher-Ouimet, qui a dirigé l'entreprise jusqu'à sa mort en avril 1975. La société A.-J. Boucher Enrg., alors située au 1769 rue Amherst, ferme ses portes en mai 1975, après plus de cent ans d'activité. Sa sépulture est située dans le Cimetière Notre-Dame-des-Neiges, à Montréal.

## Source
- L'encyclopédie du Canada